# Glikoliza
Glikoliza ali glikolitična pot, ponekod tudi Embden-Meyerhofova pot, je prva faza celičnega dihanja, ki se odvija v celični citoplazmi, in v kateri se molekula glukoze razgradi do piruvata (aniona piruvične kisline), pri čemer pride do nastanka energijsko bogatih molekul adenozina trifosfata (ATP) in koencima nikotinamidadenindinukleotida (NADH). Običajno se glikolizo deli na dva sklopa (vse skupaj desetih) reakcij; pripravljalno stopnjo (v kateri se molekule ATP porabljajo) in donosno stopnjo (v kateri molekule ATP nastajajo).

## Osnovne značilnosti
Za glikolitično pot je značilna odsotnost kisika, sam proces je namreč v svoji osnovi anaeroben. Reakcije glikolize so med organizmi zelo razširjene in veljajo za evolucijsko zgodnje presnovne procese, saj se jih poslužujejo skoraj vsi živeči organizmi, četudi obstaja nekaj alternativ in različic glikolitične poti. Proces naj bi predstavljal univerzalni način za proizvodnjo energijskih molekul; strokovnjaki sklepajo, da naj bi glikolitično pot uporabljali že organizmi, ki so bivali v času pred pojavom kisika v ozračju in pred nastankom prve evkariontske celice. Proces poteka v citoplazmi tako prokariontskih kot tudi evkariontskih celic.
Glukoza, ki predstavlja osnovo za potek glikolize, v celico heterotrofnih organizmov vstopa preko aktivnega transporta, ki je največkrat sekundaren, saj glukoza prehaja v smeri naraščajočega koncentracijskega gradienta (iz območja, kjer je manjša koncentracija glukoznih molekul, na predel, kjer je koncentracija glukoznih molekul večja). Delež prenašanja glukoze v celico pa opravijo tudi integralne beljakovine, ki se imenujejo glukozni transporterji (tudi samo GLUT). Delovanje tovrstnih membranskih prenašalcev temelji na procesu difuzije, pri čemer transporterji izvajajo tako imenovano olajšano (pospešeno ali facilitirano) difuzijo glukoznih molekul.

V proces glikolize vstopa posamična glukozna molekula, za katero je značilna ciklična zgradba iz šestih ogljikovih atomov, medtem ko sta končni produkt glikolitičnih reakcij dve sladkorni molekuli iz treh ogljikovih atomov, ki ju imenujemo piruvat (anion piruvične kisline).  Do piruvata se lahko v glikolitični poti razgradijo tudi drugi monosaharidi, kot sta fruktoza in galaktoza. Pogosto se glikolizo deli na dva sklopa biokemijskih reakcij, pri čemer se v prvi polovici glikolitične poti energija porablja (pripravljalna stopnja), medtem ko v drugi polovici energija nastaja (donosna stopnja) in se shranjuje v obliki molekul ATP ter NADH (reducirana oblika nikotinamidadenindinukleotida).

## Prva polovica glikolize (pripravljalna stopnja)
Reakcije prve polovice glikolize lahko razdelimo na pet glavnih korakov.
V prvem koraku encim heksokinaza s pomočjo molekule ATP (ki predstavlja vir fosfata) fosforilira glukozno molekulo, pri čemer nastaja reaktivnejša oblika glukoze (pravimo, da se glukoza aktivira), ki se imenuje glukoza-6-fosfat (G6P). Gre za reakcijo prenosa skupin. Zaradi strukturne spremembe fosforilirana glukozna molekula ne more zapustiti celice (preprečeno je vnovično prehajanje glukoznih transporterjev), saj jo pri tem ovira fosfat, ki je negativno nabit in zatorej nezdružljiv z nepolarnim ter hidrofobnih slojem celične membrane.
V drugem koraku je bistveno delovanje encima izomeraze, tj. encima, ki katalizira pretvorbo substrata iz ene izomere v drugo. V dotičnem primeru glikolitičnih reakcij izomeraza (natančneje glukoza-6-fosfat izomeraza ali fosfoglukoizomeraza) katalizira pretvorbo produkta prvega koraka glikolize, glukoze-6-fosfata, v fruktuzo-6-fosfat (krajšava F6P), ki je eden izmed izomerov glukoze-6-fosfata; gre za izomerizacijo.
|             | ATP ADP heksokinaza ali glukokinaza |                      | glukoza-6-fosfat izomeraza |                       |
| α-D-glukoza |                                     | α-D-glukoza-6-fosfat |                            | α-D-fruktoza-6-fosfat |

Tretji korak prve polovice glikolize predstavlja fosforilacija fruktoze-6-fosfata, ki jo izvede encim fosfofruktokinaza (tudi PFK). Fosfat, ki se v procesu fosforilacije veže na molekulo fruktoze-6-fosfata, izvira iz druge molekule ATP (prva je namreč svoj fosfat predala glukozni molekuli v prvem koraku glikolize), pri sami reakciji pa nastane fruktoza-1,6-bifosfat (F1,6BP). Dodan fosfat, za katerega je značilna visoka energijska vrednost, dodatno destabilizira molekulo fruktoze-1,6-bifosfata. Tudi v tem koraku gre za reakcijo prenosa skupin. Encim fosfofruktokinaza obenem opravlja regulatorno vlogo, saj do neke mere nadzira potek glikolitične poti. Največjo aktivnost encim pokaže, kadar je koncentracija adenozina difosfata (ADP) visoka, medtem ko se aktivnost močno spusti, kadar je raven ADP-ja nizka in koncentracija ATP-ja visoka. Na tak način fosfofruktokinaza upočasni oziroma deloma onemogoči presnovo pot, kadar je v sistemu prisotnih dovolj molekul ATP.
|                       | ATP ADP fosfofruktokinaza |                           |
| β-D-fruktoza-6-fosfat |                           | β-D-fruktoza-1,6-bifosfat |

Bistveni element četrtega koraka glikolize je encim aldolaza (aldehid liaza), specifično fruktoza-1,6-bisfosfat aldolaza, ki poskrbi za cepitev (nehidrolitično cepitev) fruktoze-1,6-bifosfata v dva izomera s tremi ogljikovimi atomi (triozi), in sicer dihidroksiacetonfosfat (DHAP) in gliceraldehid-3-fosfat (GADP).
V petem koraku, ki je zadnja faza prve polovice glikolize, encim izomeraza (natančneje trioza-fosfat izomeraza ali triozafosfat-izomeraza) povzroči pretvorbo dihidroksiacetonafosfata v gliceraldehid-3-fosfat, njegov izomer (reakcija izomerizacije). Posledično v nadaljnjih reakcijah sodelujeta dve molekuli enakega izomera (gliceraldehida-3-fosfata). Celoten izkupiček prve polovice glikolize je negativen, saj sta bili v opisanih korakih porabljeni dve molekuli ATP.
|                           | aldolaza |                        | trioza-fosfat izomeraza |                          |
| β-D-fruktoza-1,6-bifosfat |          | dihidroksiacetonfosfat |                         | D-gliceraldehid-3-fosfat |

## Druga polovica glikolize (donosna stopnja)
Če se v prvi polovici glikolize energetsko bogate molekule ATP porabijo, je za drugo polovico glikolize značilno nastajanje ATP. Proces se odvija dvakrat, ker se je glukoza posredno razdelila na dve molekuli sladkorja, pri čemer vsaka sestoji iz treh ogljikovih atomov (v sistemu sta dva gliceraldehida-3-fosfata: en izvira iz četrtega koraka, medtem ko je drug pretvorjen dihidroksiacetonfosfat iz petega koraka).
V prvem koraku druge polovice glikolize (oziroma sedmem koraku glikolize) najprej poteče oksidacija gliceraldehida-3-fosfata, ki izvira iz petega koraka glikolitične poti. Pri tem procesu se sprostijo energijsko bogati elektroni, ki jih prevzame prenašalec elektronov, NAD+ (nikotinamidadenindinukleotid), pri čemer se tvori molekula NADH (reducirana oblika NAD+). Sledi fosforilacija, pri čemer se na oksidiran sladkor doda še ena fosfatna skupina, nakar nastane molekula 1,3-bifosfatglicerata (1,3PG). Reakcijo katalizira encim gliceraldehid-3-fosfat dehidrogenaza in je eksotermna. V prvem koraku druge polovice glikolize gre za reakciji prenosa skupin in oksidoredukcije (oksidacije in redukcije). Za samo fosforilacijo ni potreben razpad dodatne molekule ATP. Nadaljevanje glikolitične poti je odvisno od razpoložljivosti molekule prenašalca elektronov NAD+, oksidirane oblike NADH. Za nadaljnje korake so bistvene neprekinjene reakcije oksidacije molekule NADH nazaj v NAD+, brez katerega se reakcije druge polovice glikolize upočasnijo ali v izjemnih primerih tudi popolnoma ustavijo. Pri aerobnem tipu celičnega dihanja (ob prisotnosti kisika) oksidacija NADH (in s tem regeneracija NAD+) poteka redno v kasnejših reakcijah celičnega dihanja, pri čemer se ob oksidaciji sproščajo z energijo bogati vodikovi elektroni, ki se zatem uporabijo za nastajanje molekul ATP. Tudi anaerobni procesi pridobivanja energije, kot je denimo vrenje (fermentacija), imajo mehanizme, s pomočjo katerih pride do pretvorbe molekul NADH v oksidirano obliko NAD+.
|                          | NAD+ NADH + Pi + H+ gliceraldehid-3-fosfat dehidrogenaza |                       |
| D-gliceraldehid-3-fosfat |                                                          | D-1,3-bifosfoglicerat |

Sledi drugi korak druge polovice glikolize (sedmi korak glikolize), v katerem je ključen encim fosfoglicerat kinaza (fosfoglicerat-kinaza), ki poskrbi za odcep ene z energijo bogate fosfatne skupine iz molekule 1,3-bifosfoglicerata, pri čemer se fosfat veže na molekulo ADP, kar vodi v nastajanje ene molekule ATP. Po odstranitvi fosfatne skupine se karbonilna skupina 1,3-bifosfoglicerata oksidira v karboksilno skupino, pri čemer nastane molekula, imenovana 3-fosfoglicerat (krajšava 3PG). Gre za reakcijo prenosa skupin.
|                       | fosfoglicerat kinaza ADP ATP |                   |
| D-1,3-bifosfoglicerat |                              | D-3-fosfoglicerat |

Za osmi korak je značilno delovanje encima mutaze (encima iz skupine izomeraz), natančneje fosfoglicerat mutaze, ki povzroči pretvorbo 3-fosfoglicerata v 2-fosfoglicerat (2PG). Gre za reakcijo izomerizacije, pri kateri se ena molekula pretvori v drugačen izomer. Pri nastajanju 2-fosfoglicerata iz 3-fosfoglicerata se spremeni položaj fosfatne skupine, ki se odcepi od tretjega ogljikovega atoma in se veže na drugi ogljikov atom.
V devetem koraku glikolize (četrtem koraku druge polovice glikolize) sledi dehidracijska reakcija, pri čemer se iz molekule sladkorja (2-fosfoglicerata) odcepi molekula vode, kar vodi v nastajanje dvojne vezi, višanje potencialne energije fosfatne skupine, nakar nastane molekula fosfoenolpiruvata (krajšava PEP). Reakcijo katalizira glikolitični encim enolaza. Molekula fosfoenolpiruvata je relativno nestabilna.
Deseti korak, zadnjo fazo glikolitične poti, pospešuje encim, ki se imenuje piruvat kinaza (krajšava PK). Pri reakciji poteče prenos fosfatne skupine iz fosfoenolpiruvata na molekulo adenozina difosfata, pri čemer pride do nastanka piruvata (aniona piruvične kisline) in druge molekule ATP. Sama reakcija je nepovratna (ireverzibilna). Končni produkt glikolize, piruvat, je še vedno energijsko precej bogata spojina.
|                   | fosfoglicerat mutaza |                   | −H2O enolaza |                  | ADP ATP piruvat kinaza |         |
| D-3-fosfoglicerat |                      | D-2-fosfoglicerat |              | fosfoenolpiruvat |                        | piruvat |

## Povzetek glikolize

### Energijska bilanca
V spodnji tabeli so prikazane spremembe proste energije pri posamičnih korakih glikolitične poti. Z ΔG° označimo standardno spremembo proste energije (Gibbsove proste energije ali proste entalpije), medtem ko se s pomočjo ΔG prikaže spremembo proste energije v nestandardnih pogojih. V standardnih pogojih sta obe veličini enaki (ΔG = ΔG⁰), v nestandardnih pogojih pa med veličinama velja zveza: ΔG = ΔG⁰ + RT ln Q, pri čemer R predstavlja plinsko konstanto (8.314 J/mol K), Q reakcijski kvocient, ln naravni logaritem in T temperaturo (v kelvinih).
| Korak | Reakcija                                                                      | ΔG°' / (kJ/mol) | ΔG / (kJ/mol) |
| ----- | ----------------------------------------------------------------------------- | --------------- | ------------- |
| 1     | glukoza+ ATP4− → glukoza-6-fosfat2− + ADP3− + H+                              | −16.7           | −34           |
| 2     | glukoza-6-fosfat2− → fruktoza-6-fosfat2−                                      | 1.67            | −2.9          |
| 3     | fruktoza-6-fosfat2− + ATP4− → fruktoza-1,6-bifosfat4− + ADP3− + H+            | −14.2           | −19           |
| 4     | fruktoza-1,6-bifosfat4− → dihidroksiacetonfosfat2− + gliceraldehid-3-fosfat2− | 23.9            | −0.23         |
| 5     | dihidroksiacetonfosfat2− → gliceraldehid-3-fosfat2−                           | 7.56            | 2.4           |
| 6     | gliceraldehid-3-fosfat2− + Pi2− + NAD+ → 1,3-bifosfoglicerat4− + NADH + H+    | 6.30            | −1.29         |
| 7     | 1,3-bifosfoglicerat4− + ADP3− → 3-fosfoglicerat3− + ATP4−                     | −18.9           | 0.09          |
| 8     | 3-fosfoglicerat3− → 2-fosfoglicerat3−                                         | 4.4             | 0.83          |
| 9     | 2-fosfoglicerat3− → fosfoenolpiruvat3− + H2O                                  | 1.8             | 1.1           |
| 10    | fosfoenolpiruvat3− + ADP3− + H+ → piruvat− + ATP4−                            | −31.7           | −23.0         |

### Izkupiček glikolize
V proces glikolitičnih reakcij vstopa ena molekula glukoze, ki se v sosledju opisanih reakcij pretvori v dve molekuli piruvata. Hkrati pri procesu nastanejo štiri molekule ATP (druga faza glikolize se namreč odvije dvakrat, enkrat za vsak ogljikov hidrat, ki je sestavljen iz treh ogljikovih atomov), četudi končni energijski izkupiček (neto donos) obsega zgolj dve molekuli ATP, ker se dve porabita za aktivacijo glukozne molekule na samem začetku glikolize. Obenem sta končni produkt glikolitične poti tudi dve molekuli NADH, ki se uporabita v nadaljnjih reakcijah celičnega dihanja. V redkih primerih, kadar primanjkuje encima piruvat kinaze, ki katalizira zadnji korak glikolize (pretvorbo fosfoenolpiruvata v piruvat), v celotnem procesu nastaneta le dve molekuli adenozina trifosfata.
{\displaystyle \mathrm {{\text{glukoza}}+2\ ADP+2\ P_{i}+2\ NAD^{+}\longrightarrow } } {\displaystyle \mathrm {2\ {\text{piruvat}}+2\ ATP+2\ NADH+2\ H^{+}+2\ H_{2}O} }

## Vmesni produkti glikolize
- Glukoza-6-fosfat, ki je produkt prvega koraka glikolize.
- V drugem koraku encim izomeraza povzroči pretvorbo v fruktuzo-6-fosfat, ki je prikazana na sliki.
- Produkt tretjega koraka glikolize je na sliki prikazana fruktoza-1,6-bifosfat.
- Dihidroksiacetonfosfat, eden izmed dveh produktov četrtega koraka glikolize.
- Gliceraldehid-3-fosfat nastane že v četrtem koraku, medtem ko se v petem koraku dihidroksiaceton-fosfat pretvori v še eno molekulo gliceraldehida-3-fosfata.
- S fosforilacijo nastane molekula 1,3-bifosfoglicerata.
- Poteče odcepitev fosfatne skupine, hkrati se karbonilna skupina pretvori v karboksilno, nakar nastane 3-fosfoglicerat.
- V reakciji izomerizacije se 3-fosfoglicerat pretvori v 2-fosfoglicerat (na sliki).
- Produkt deveta koraka glikolize je fosfoenolpiruvat.
- Na sliki je prikazan končni produkt glikolize, piruvat, ki je anion piruvične kisline.